# Ortaffa
Ortaffa (på Catalansk: Ortafà eller Hortafà) er en by og kommune i departementet Pyrénées-Orientales i Sydfrankrig.

## Geografi
Ortaffa ligger på Roussillon-sletten 6 km sydvest for Elne og 19 km syd for Perpignan centrum.

## Demografi

### Udvikling i folketal
| 1962                                                              | 1968 | 1975 | 1982 | 1990 | 1999  | 2006  | 2013  | 2017  |
| ----------------------------------------------------------------- | ---- | ---- | ---- | ---- | ----- | ----- | ----- | ----- |
| 514                                                               | 534  | 606  | 636  | 803  | 1.093 | 1.261 | 1.245 | 1.481 |
| Tal fra og med 1962 er uden dobbelttælling (sans doubles comptes) |      |      |      |      |       |       |       |       |